# Khởi nghĩa Lam Sơn ở Nghệ An
Khơi nghĩa Lam Sơn ở Nghệ An nhằm chỉ những sự kiện nằm trong cuộc khởi nghĩa Lam Sơn diễn ra ở Nghệ An.

## Bối cảnh
Từ năm 1266 đến năm 1400, nước Việt Nam đã trải qua nhiều biến động về chính trị và xã hội nhưng biến động đương thời lớn nhất là sự suy vong của triều đại nhà Trần do tác động của các cuộc khởi nghĩa nông dân nổ ra ở khắp nơi.. Năm 1400, Hồ Quý Ly phế truất vua Trần là Trần Phế Đế, lên ngôi lập ra nhà Hồ. Mặc dù đã có những cải cách tiến bộ nhưng chưa đáp ứng được những nhu cầu bức thiết của nhân dân. Năm 1408, tám mươi vạn quân Minh ào ạt sang xâm lược nước ta. Do nhiều lý do khách quan và chủ quan, cuộc kháng chiến chông quân Minh của nhà Hồ đã thất bại
Với lòng yêu nước quý báu của dân tộc, khắp nơi trong cả nước đã nổ ra nhiều cuộc khởi nghĩa lớn nhỏ. Đầu năm 1418, Lê Lợi cùng các anh hùng hào kiệt khác dựng cờ khởi nghĩa trên mảnh đất Lam Sơn, Thanh Hóa. Và mảnh đất Nghệ An cũng trở thành một căn cứ quan trọng của nghĩa quân dưới sự chỉ huy của Lê Lợi và Nguyễn Trãi.

## Diễn biến
Tháng 10 năm 1424, theo sáng kiến của tướng Nguyễn Chích, nghĩa quân Lam Sơn đã tiến vào Nghệ An xây dựng "đất đứng chân". Trên đường tiến quân, nghĩa quân Lam Sơn đã hạ được đồn Đa Căng, đặt quân mai phục giết được tướng Trần Trung và diệt hơn 2000 quân địch ở Bồ Đằng (Quỳ Châu ngày nay) như "sấm vang chớp giật"